# Lepomis gulosus
Lepomis gulosus är en fiskart som först beskrevs av Cuvier 1829.  Lepomis gulosus ingår i släktet Lepomis och familjen Centrarchidae. Inga underarter finns listade i Catalogue of Life.